# Skylon
Lo Skylon è uno spazioplano senza equipaggio in fase di studio presso l'azienda britannica Reaction Engines. Grazie ai suoi motori SABRE, questa navetta sarà in grado di raggiungere l'orbita terrestre con un solo stadio (SSTO, Single Stage To Orbit), decollando ed atterrando come un aeroplano convenzionale.
Il primo volo era inizialmente previsto per l'anno 2019, mentre nel 2022 sarebbero dovuti iniziare i voli con attracco verso la Stazione spaziale internazionale, ma i finanziamenti ricevuti non sono stati sufficienti o sono stati dedicati esclusivamente allo sviluppo del SABRE impedendo quindi uno sviluppo parallelo al motore dello spazioplano.

## Storia del progetto
Nel 1982, nell'ambito del programma HOTOL, iniziò da parte della Rolls-Royce e della British Aerospace lo studio di una navetta spaziale riutilizzabile in grado di decollare orizzontalmente da una pista mediante una slitta a razzo per proseguire la salita in orbita ad una velocità compresa tra Mach 5 e 6 con motori in grado di utilizzare l'ossigeno atmosferico durante la salita attraverso gli strati inferiori dell'atmosfera. Nel 1986, però, il governo britannico smise di sovvenzionare il programma che fu quindi terminato.
In seguito, Alan Bond (capo progettista del Progetto Daedalus), Richard Varvill e John Scott-Scott, che avevano lavorato allo studio del motore RB545 della Rolls-Royce, decisero di continuare con risorse private lo studio di una nuova navetta dalle caratteristiche simili all'HOTOL fondando la Reaction Engines. Nel 1989, fu quindi lanciato il programma per lo sviluppo dello Skylon, uno spazioplano spinto da motori SABRE, anch'essi progettati dalla Reaction Engines.
Nel novembre del 2012 uno studio pubblicato dall'Agenzia Spaziale Europea dimostrò la validità delle soluzioni tecnologiche proposte per il motore SABRE, ed in particolare il suo innovativo scambiatore di calore nella presa d'aria.

### Finanziamenti
La REL, in un comunicato del giugno 2011, ha stimato che occorreranno 12 miliardi di dollari per realizzare una configurazione operativa, stimandone quindi il completamento intorno al 2020, in base ai finanziamenti sino a quel momento ottenuti dal governo britannico, spesso con enormi difficoltà.. Già nel 2000, REL ha emesso una richiesta di finanziamento alla fine non accettata, nonostante, secondo lo stesso governo, la proposta di REL avesse mostrato un ritorno sull'investimento potenzialmente elevato . Negli anni, diversi funzionari si sono detti sostenitori del progetto. Nel 2009, l'ex ministro britannico per la scienza e l'innovazione, Lord Drayson, ha fatto la seguente dichiarazione in merito a REL:
"Questo è un esempio di una società britannica che sviluppa tecnologia all'avanguardia con conseguenze entusiasmanti per il futuro dello spazio."
Nel febbraio dello stesso anno, a seguito di una serie di estese discussioni con il British National Space Centre (che in seguito divenne l'agenzia spaziale britannica), è stato annunciato che era stato stabilito un importante accordo di finanziamento tra la stessa British National Space Centre, l'ESA e il REL, impegnando un totale di 1,28 milioni di $ (1 milione di €) allo scopo di produrre un motore dimostrativo per il programma Skylon entro il 2011. L'iniziativa, nota come "Technology Demonstration Programme", doveva durare circa 2 anni e mezzo, durante i quali l'ESA ha messo a disposizione un ulteriore finanziamento di 1 milione di € . L'accordo del 2009 ha consentito a REL di coinvolgere diverse società esterne, tra cui Astrium di proprietà dell'EADS, l'Università di Bristol e il Agenzia aerospaziale Tedesca (DLR), in ulteriori lavori di sviluppo. In seguito all'attuazione del programma di dimostrazione tecnologica, REL è riuscita a passare da un livello di prontezza tecnologica (TRL) da 2/3 a 4/5 nel giro di pochi mesi.
Nel gennaio 2011, REL ha presentato una proposta al governo britannico chiedendo finanziamenti aggiuntivi per il progetto Skylon e con una nota del 13 aprile 2011, REL ha annunciato che il progetto dello Skylon aveva superato diverse rigorose recensioni indipendenti.
Come conseguenza della mancata raccolta di finanziamenti sufficienti per costruire l'intero velivolo, si è deciso di concentrare nel 2011 le attività di ricerca e sviluppo principalmente sui soli motori, progetto nella quale l'ESA aveva già investito 1 milione di euro.

Il 24 maggio 2011, l'ESA ha dichiarato pubblicamente che il progetto era fattibile, avendo riscontrato che "nessun impedimento o elemento critico" era presente nella proposta. In merito al progetto nel 2011, David Willetts, Ministro di Stato per le Università e le Scienze del Regno Unito, ha dichiarato:
"L'Agenzia spaziale europea sta finanziando il lavoro di prova del concetto di Skylon con contributi del Regno Unito. Questo lavoro si sta concentrando sulla dimostrazione della fattibilità della tecnologia avanzata del motore britannico che sarebbe alla base del progetto. I lavori iniziali saranno completati a metà 2011 e se la sperimentazione avrà esito positivo, lavoreremo con l'industria per considerare i prossimi passi."
Nel giugno 2013, George Osborne, l'allora Cancelliere dello Scacchiere, dichiarò che il governo britannico avrebbe finanziato 60 milioni di £ per l'ulteriore sviluppo del motore SABRE. La sovvenzione era subordinata al fatto che REL trovasse un partner industriale.
Nel agosto 2015 la Commissione europea approva un finanziamento di 50 milioni £, mentre, nell'ottobre 2015, il conglomerato britannico della difesa BAE Systems ha stipulato un accordo con Reaction Engines in base al quale avrebbe investito £ 20,6 milioni in REL per acquisire il 20% del suo capitale azionario, nonché per fornire assistenza nello sviluppo del motore SABRE.
Nel luglio 2016 l'ESA ha approvato la seconda sovvenzione di 10 milioni di £.
Il 25 settembre 2017 è stato annunciato che l'Agenzia per i progetti di ricerca avanzata della difesa degli Stati Uniti (DARPA) aveva aggiudicato un contratto per finanziare e condurre test con flussi d'aria ad alta temperatura e velocità in un proprio sito in Colorado, negli Stati Uniti, chiamato HTX. Questi test si sono avviati e conclusi nel 2019 dimostrando l'efficienza del preraffreddatore del SABRE.

## Tecnica
Lo Skylon è dotato di una fusoliera destinata a contenere i serbatoi di idrogeno e ossigeno liquido e una zona centrale per il carico da trasferire in orbita. I motori a razzo ibridi SABRE sono installati, nelle loro caratteristiche gondole asimmetriche, alle estremità delle ali a delta. Sono allo studio diverse configurazioni in grado di trasportare in orbita un carico utile dalle 12 alle 15 tonnellate.

### Fusoliera
A causa della bassa densità dell'idrogeno liquido (73,3 kg/m³), i serbatoi avranno dimensioni notevoli per contenerne la quantità necessaria al volo. Il profilo di missione è anche caratterizzato da modeste accelerazioni inerziali (pari o inferiori a 2 g). Queste due condizioni portano al disegno di una fusoliera con bassi carichi che vengono distribuiti su una struttura reticolare (composta di elementi in fibra di carbonio) con elementi trasversali (analoghi alle ordinate) collegati tra loro diagonalmente da barre che contrastano gli sforzi torsionali e l'instabilità a carico di punta della fusoliera. La struttura reticolare è protetta da uno strato di poliimmide termoplastica a sua volta ricoperto da un guscio composto di elementi ceramici corrugati resistenti alle temperature di rientro dall'orbita (1100 K). Dei longheroni completano la struttura trasferendo i carichi dei serbatoi al resto della fusoliera e sopportando gli sforzi a flessione della stessa.

### Motori
Un altro elemento innovativo del programma Skylon è costituito dai suoi motori SABRE. Il loro ciclo ibrido, che unisce la capacità di usare l'ossigeno atmosferico (come un motore a getto preraffreddato) e l'ossigeno liquido stivato a bordo per la fase di volo fuori dall'atmosfera (come un motore a razzo), ne consente l'utilizzo dal livello del mare fino all'orbita terrestre abbattendo il consumo di propellente. Fino ad una quota di 26 km e ad una velocità di 5,5 Mach, infatti, il motore brucia l'ossigeno contenuto nell'aria per poi passare ad utilizzare quello liquido stivato nei serbatoi. Grazie ad un inedito radiatore in grado di abbattere in poche frazioni di secondo la temperatura dell'aria in ingresso al compressore, questo è in grado di funzionare anche a velocità di volo ipersoniche.